# Carneirinho
Carneirinho är en kommun i Brasilien.   Den ligger i delstaten Minas Gerais, i den södra delen av landet, 500 km sydväst om huvudstaden Brasília. Antalet invånare är 9 467.
Omgivningarna runt Carneirinho är huvudsakligen savann. Runt Carneirinho är det mycket glesbefolkat, med 4 invånare per kvadratkilometer.